# Bartholomäus Joseph Blasius Alfter
Bartholomäus Joseph Blasius Alfter (* 1728 oder 1729; † 26. November 1808) war ein deutscher Historiker und katholischer Theologe.

## Leben
Bartholomäus Joseph Blasius Alfter besuchte das Jesuitengymnasium. Früh begann er mit historischen Forschungen und Studien. Er sammelte viele auf die Geschichte der Stadt Köln und der Kölner Diözese bezügliche Urkunden. Seine Stellung als apostolischer Protonotar erleichterte seine Forschungen und Studien: Er besuchte Diplomaten und erhielt, zur Einrichtung von Privat- und öffentlichen Archiven berufen, die Erlaubnis, unbekannte und wichtige Urkunden zu kopieren.
Hierdurch konnte er viele verkehrte Ansichten berichtigen. Für die kölnische Diplomatik, Genealogie, Wappenkunde und Topographie sammelte er viele der wertvollsten Beiträge. Als unter dem Kurfürsten Maximilian Franz von Österreich viele seltene Manuskripte und Bücher an die Bibliothek der neuen Bonner Universität abgegeben wurde, erklärte sich Alfter bereit, viele Manuskripte und Urkunden, teilweise in Originale, der Universität zu überlassen.
Diese Sammlung – sie beinhaltete 62 Bände – wurde beim Abzug des Kurfürsten geflüchtet, stand mehrere Jahre im Kloster Wedinghausen bei Arnsberg und kam schließlich in die Hofbibliothek nach Darmstadt.
Nach seinem Tod wurde ein Teil der von ihm hinterlassenen bedeutenden Sammlungen in Köln durch den Antiquar Hansen versteigert. Hierunter befand sich eine jetzt im Stadtarchiv befindliche kölnische Chronik mit Handzeichnungen, sowie die Chronik des Kölner Carthäuserklosters, ein Manuskript, welches manche wichtige Notiz über kölnische Gelehrte und altkölnische Maler enthielt.
Den größten Teil der Manuskripte, Urkunden, Siegel-Abdrücke und Landkarten erwarb die Kölner Schulverwaltung für den Preis von 3600 Franken. Mit Ausnahme der Genealogica, welche dem Verwaltungsrath der Studienstiftungen übergeben wurde, befindet sich diese Sammlung seit 1842 in der Jesuitenbibliothek in Köln.